# 冲击地压
衝擊地壓，又稱巖爆、岩爆，相當於礦井地震。

## 概述
衝擊地壓通常發生在煤矿开采時，是一种岩体中聚积的弹性变形所產生的势能，在突然發生猛烈释放的情況下，导致岩石破裂、爆裂并弹射出来的现象。衝擊地壓通常伴隨煤岩拋飛、巨响、气浪。衝擊地壓輕則導致巖石脫落，重則會有明顯震感，它具有很大的破坏力，是煤矿灾害之一。
冲击地压问题复杂，世界上目前仍未建立一套比较实际的冲击地压发生和破坏理论，因而预测、预报及防止冲击地压並未完善。

## 種類

### 突發型
无前兆，時間短暂和持续一分鐘之內。

#### 細分
- 煤爆
- 浅部冲击
- 煤层冲击
- 顶板冲击
- 底板冲击

### 破坏型
後果為：
- 煤壁脫落
- 顶板下塌
- 底板上鼓
- 支架折损
- 巷道堵塞
- 伤亡

### 复杂型
發生原因十分复杂。

## 分類

### 煤应力
- 重力应力型
- 构造应力型
- 中间应力型
- 重力构造型

### 冲击强度
- 弹射
- 矿震
- 弱冲击
- 强冲击

### 震级强度
- 轻微冲击（1級）
- 中等冲击（1至2級）
- 强烈冲击（2級）

### 地点
- 煤体冲击
- 围岩冲击

## 外部連結
- 臺灣東部硬岩破壞特性與地下開挖穩定問題 地工技術 （页面存档备份，存于）
- 岩爆倾向性指标及其相互关系探讨 中国科学院武汉岩土力学研究所